# Gelidiellaceae
Gelidiellaceae, porodica crvenih algi, dio reda Gelidiales. Sastoji se od 33 priznatih vrsta unutar šest rodova.

## Rodovi
1. Echinocaulon Kützing 3
2. Gelidiella Feldmann & G.Hamel 15
3. Huismaniella G.H.Boo & S.M.Boo 2
4. Millerella G.H.Boo & S.M.Boo 6
5. Parviphycus Santelices 6
6. Perronella G.H.Boo, T.V.Nguyen, J.Y.Kim & S.M. Boo 1